# Reuven Abergel
Reuven Abergel  (Hebreeuws: ראובן אברג'ל, Arabisch: رَؤوبين أبيرجل; 26 december 1943) is een Israëlische sociale en politieke activist, en mede-oprichter en voormalig leider van de Israëlische Zwarte Panters (dient niet verward te worden met de Afro-Amerikaanse Black Panther Party).

## Biografie
Reuven Abergel emigreerde naar Israël met zijn ouders en negen broers en zussen uit Rabat, Marokko. Het gezin werd naar het immigrantenkamp in Pardes Hana gestuurd. Later verhuisden ze naar de wijk Musrara in Jeruzalem.

## Politieke carrière
Als reactie op de rellen in de wijk Wadi Salib in Haifa begon Abergel folders in zijn buurt te verspreiden. Hij werd lid van de Israëlische Zwarte Panters na de arrestatie van zijn vrienden. Hij werd een leider van de beweging en zijn huis werd het hoofdkwartier. Hij was aanwezig bij de bijeenkomst van de groep met de toenmalige premier Golda Meir. Sindsdien is Abergel actief in de strijd voor sociale rechtvaardigheid en voor vrede in Israël en Palestina.